# Ciurídeos
Sciuridae é a família de mamíferos roedores que inclui cerca de 279 espécies classificadas em 51 gêneros. O grupo inclui animais populares, como o esquilo, e tem distribuição por todos os continentes exceto Austrália e Antártida. 

### Classificação
- Família Sciuridae G. Fischer, 1817
  - Subfamília Ratufinae Moore, 1959
    - Gênero Ratufa Gray, 1867 (4 espécies)

  - Subfamília Sciurillinae Moore, 1959
    - Gênero Sciurillus Thomas, 1914 (1 espécie)

  - Subfamília Sciurinae G. Fischer, 1817
  - Tribo Sciurini G. Fischer, 1817
    - Gênero Microsciurus J. A. Allen, 1895 (4 espécies)
    - Gênero Rheithrosciurus Gray, 1867 (1 espécie)
    - Gênero Sciurus Linnaeus, 1758 (28 espécies)
    - Gênero Syntheosciurus Bangs, 1902 (1 espécie)
    - Gênero Tamiasciurus Trouessart, 1880 (3 espécies)

  - Tribo Pteromyini Brandt, 1855
    - Gênero Aeretes G. M. Allen, 1940 (1 espécie)
    - Gênero Aeromys Robinson e Kloss, 1915 (2 espécies)
    - Gênero Belomys Thomas, 1908 (1 espécie)
    - Gênero Biswamoyopterus Saha, 1981 (1 espécie)
    - Gênero Eoglaucomys Howell, 1915 (1 espécie)
    - Gênero Eupetaurus Thomas, 1888 (1 espécie)
    - Gênero Glaucomys Thomas, 1908 (2 espécies)
    - Gênero Hylopetes Thomas, 1908 (9 espécies)
    - Gênero Iomys Thomas, 1908 (2 espécies)
    - Gênero Petaurillus Thomas, 1908 (3 espécies)
    - Gênero Petaurista Link, 1795 (8 espécies)
    - Gênero Petinomys Thomas, 1908 (9 espécies)
    - Gênero Pteromys G. Cuvier, 1800 (2 espécies)
    - Gênero Pteromyscus Thomas, 1908 (1 espécie)
    - Gênero Trogopterus Heude, 1898 (1 espécie)

  - Subfamília Callosciurinae Pocock, 1923
    - Gênero Callosciurus Gray, 1867 (15 espécies)
    - Gênero Dremomys Heude, 1898 (6 espécies)
    - Gênero Exilisciurus Moore, 1958 (3 espécies)
    - Gênero Funambulus Lesson, 1835 (5 espécies)
    - Gênero Glyphotes Thomas, 1898 (1 espécie)
    - Gênero Hyosciurus Archbold e Tate, 1935 (2 espécies)
    - Gênero Lariscus Thomas e Wroughton, 1909 (4 espécies)
    - Gênero Menetes Thomas, 1908 (1 espécie)
    - Gênero Nannosciurus Trouessart, 1880 (1 espécie)
    - Gênero Prosciurillus Ellerman, 1947 (5 espécies)
    - Gênero Rhinosciurus Blyth, 1856 (1 espécie)
    - Gênero Rubrisciurus Ellerman, 1954 (1 espécie)
    - Gênero Sundasciurus Moore, 1958 (16 espécies)
    - Gênero Tamiops J. A. Allen, 1906 (4 espécies)

  - Subfamília Xerinae Osborn, 1910
  - Tribo Xerini Osborn, 1910
    - Gênero Atlantoxerus Major, 1893 (1 espécie)
    - Gênero Spermophilopsis Blasius, 1884 (1 espécie)
    - Gênero Xerus Hemprich e Ehrenberg, 1833 (4 espécies)

  - Tribo Protoxerini Moore, 1959
    - Gênero Epixerus Thomas, 1909 (1 espécie)
    - Gênero Funisciurus Trouessart, 1880 (9 espécies)
    - Gênero Heliosciurus Trouessart, 1880 (6 espécies)
    - Gênero Myosciurus Thomas, 1909 (1 espécie)
    - Gênero Paraxerus Major, 1893 (11 espécies)
    - Gênero Protoxerus Major, 1893 (2 espécies)

  - Tribo Marmotini Pocock, 1923
    - Gênero Ammospermophilus Merriam, 1892 (5 espécies)
    - Gênero Cynomys Rafinesque, 1817 (5 espécies)
    - Gênero Marmota Blumenbach, 1779 (14 espécies)
    - Gênero Sciurotamias Miller, 1901 (2 espécies)
    - Gênero Spermophilus F. Cuvier, 1825 (42 espécies)
    - Gênero Tamias Illiger, 1811 (25 espécies)